# Dieter Martiny
Dieter Martiny (* 21. März 1944 in Großmöllen, Landkreis Köslin) ist ein deutscher Rechtswissenschaftler.

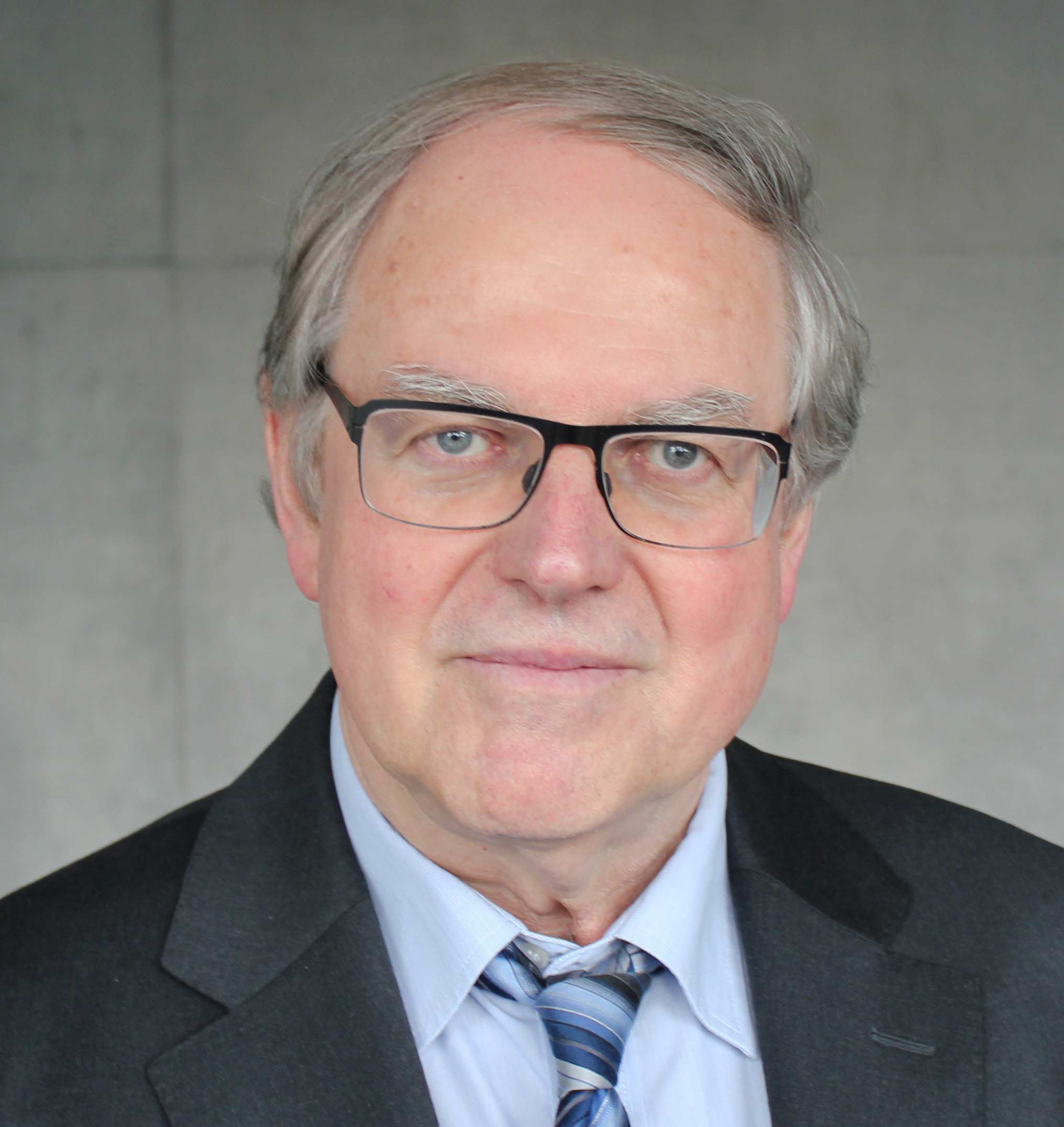
Dieter Martiny

## Biographie
Dieter Martiny studierte von 1963 bis 1968 Rechtswissenschaft in Hamburg, Heidelberg, Freiburg und München. Das erste und das zweite juristische Staatsexamen legte er in München ab.
Danach erfolgten Promotion (1975) und Habilitation (1995) an der Ludwig-Maximilians-Universität München.
Von 1974 bis 1996 war Martiny Wissenschaftlicher Referent am Max-Planck-Institut für ausländisches und internationales Privatrecht in Hamburg.

Dabei nahm er Lehrstuhlvertretungen in Hamburg und  Osnabrück wahr.

Von 1996 bis 2009 war Martiny Inhaber des Lehrstuhls für Bürgerliches Recht, Internationales Privatrecht und Rechtsvergleichung der Europa-Universität Viadrina in Frankfurt (Oder).
Seit 1. Oktober 2009 ist er Gast am Max-Planck-Institut für ausländisches und internationales Privatrecht in Hamburg. Zudem ist er Lehrbeauftragter an der Europa-Universität Viadrina Frankfurt (Oder) für Internationales Privatrecht und Internationales Zivilverfahrensrecht (Deutschland).

## Arbeitsschwerpunkte
- Internationales Vertragsrecht
- Internationales Verfahrensrecht
- Internationales, vergleichendes und europäisches Familienrecht
- Internationales Privatrecht
- Bürgerliches Recht
- Rechtsvergleichung

## Mitgliedschaften
- Mitglied der Commission on European Family Law (CEFL)
- Mitglied des Deutschen Rates für Internationales Privatrecht
- Mitglied des Wissenschaftlichen Beirats des Deutschen Notarinstituts
- Mitglied der Haager Working Group on Choice of Law in International Contracts.

## Herausgebertätigkeit
- Mitherausgeber der European Family Law Series der CEFL
- Korrespondierender Herausgeber der Zeitschrift für Europäisches Privatrecht (ZEuP)

## Schriften (Auswahl)
- Nichtstreitige Verfahren in Frankreich. (Münchener Universitätsschriften – Reihe der Juristischen Fakultät Bd. 33). zugleich Dissertation. 1976, ISBN 3-406-05433-1.
- Anerkennung ausländischer Entscheidungen nach autonomem Recht. In: Max-Planck-Institut für ausländisches und internationales Privatrecht (Hrsg.): Handbuch des Internationalen Zivilverfahrensrechts. III/1, 1984, ISBN 3-16-644848-9.
- Unterhaltsrang und -rückgriff. zugleich Habilitationsschrift. 2 Bände Tübingen 2000, ISBN 3-16-147317-5.
- mit K. Boele-Woelki, W. Pintens, F. Ferrand, C. Gonzalez Beilfuss, M Jänterä-Jareborg, N. Lowe (Hrsg.): Principles of European Family Law Regarding Divorce and Maintenance Between Former Spouses. Antwerpen 2004, ISBN 90-5095-426-X.
- mit K. Boele-Woelki, F. Ferrand, C. González Beilfuss, M. Jänterä-Jareborg, N. Lowe, W. Pintens (Hrsg.): Principles of European Family Law Regarding Parental Responsibilities. Antwerpen 2007, ISBN 978-90-5095-645-1.
- mit Chr. Reithmann (Hrsg.): Internationales Vertragsrecht. 7. Auflage. Köln 2010, ISBN 978-3-504-45154-7.[1]